# Смъртоносните фигури
„Смъртоносните фигури“, преведен на български и като „Танцуващите човечета“, (на английски: The Adventure of the Dancing Men) е разказ на писателя Артър Конан Дойл за известния детектив Шерлок Холмс. Включен е в книгата „Завръщането на Шерлок Холмс“, публикувана през 1903 година.

## Сюжет
Внимание:  Текстът по-долу разкрива сюжета на произведението (или части от него)!
Към Шерлок Холмс с молба за помощ се обръща г-н Хилтън Кюбит от Дарбишър. Преди известно време той се е запознал с американката Елза Патрик. Скоро те се оженват, но преди сватбата Елза е помолила мъжа си никога да не разпитва за нейния предишен живот.
Веднъж г-н Кюбит вижда, че на перваза на прозореца са нарисувани странни фигури, приличащи на танцуващи човечета. След това той открива бележка със същите фигурки и я показва на жена си. Елза е смъртно изплашена, но не обяснява нищо на съпруга си.
Холмс обещава да разследва случая. Той започва да изучава загадъчните надписи и се опитва да ги разчете. Скоро Кюбит изпраща на Холмс телеграма, че странните надписи са започнали да се появяват на стената на хамбара. Г-н Кюбит е опитал да задържи човека, който рисува тези фигурки, но Елза му е попречила да го направи. Холмс разглежда надписа, който се появил последен, и изведнъж предлага на Уотсън спешно да отидат при г-н Кюбит, тъй като случаят придобива заплашително развитие. Но когато Холмс и Уотсън пристигат в къщата, се оказва, че собственикът на дома е убит от изстрел в сърцето, а съпругата му Елза и сериозно ранена в главата. Полицейският инспектор Мартин подозира Елза, че е убила съпруга си, а след това се е опитала да се самоубие.
Холмс внимателно оглежда местопрестъплението и с помощта на намерените доказателства доказва на инспектора, че той не е прав. Има три изстрела – два по членовете на семейството и един по перваза на прозореца, а от пистолета на Кюбит са изстреляни само два патрона. Следи до прозореца и намерена гилза допълват изводите. На практика Кюбит е стрелял по някой неизвестен, но е улучил жена си. А неизвестният престъпник в отговор го е застрелял. Холмс открива, че на няколко километра от дома на Кюбит живее фермерът Елридж. Холмс написва кратка бележка и изпраща младия слуга във фермата, за да предаде бележката на някой си г-н Ейб Слейни.
Докато чакат, Холмс разказва на Уотсън и инспектор Мартин как е успял да разчете тези странни текстове. След прочитането на всички бележки, става ясно, че Ейб търси среща с Елза Кюбит, но тя категорично отказва, след което той е започнал да я заплашва. С помощта на полицията от Ню Йорк Холмс разбира кой е Ейб Слейни – това е един от най-опасните бандити от Чикаго. Когато Слейни идва в къщата на Кюбит, той незабавно е арестуван. Холмс му предлага да разкаже честно всичко.
Оказва се, че преди много години бащата на Елза е организирал в Чикаго банда, един от членовете на която е бил Ейб Слейни. Той е бил много влюбен в Елза и двамата са били сгодени, но скоро Елза, която не желае да свърже живота си с престъпници, избягва в Англия. Слейни я проследява и започва да търси среща с нея, изпращайки ѝ шифровани послания. Шифърът с „танцуващите човечета“ е измислен от бащата на Елза. Елза все пак се съгласява да се срещне с него и му предлага пари, за да я остави на спокойствие. По време на разговора им в стаята влиза съпругът на Елза и стреля към Слейни, а той едновременно прострелва Кюбит.

## Интересни факти
Сър Артър Конан Дойл отсяда в хотел „Хил Хаус“ в Хаписбърг по време на автомобилна почивка в началото на 20 век. Там той е заинтригуван от малкия син на домакина, който е разработил начин за оформяне на подписа си чрез малки човечета, и използва тази идея в разказа си.
Чрез своя разказ писателят става един от първите въвели в криминалната литература темата за криптографията и криптоанализа.

## Адаптации
Разказът е екранизиран във Великобритания през 1923 г. с участието на Ейли Норууд в ролята на Холмс и Хюбърт Уилис в ролята на Уотсън, през 1968 г. с Питър Кушинг и Найджъл Сток като Холмс и Уотсън, а през 1984 г. с Джеръми Брет и Дейвид Бърк. 
Елементи от разказа и идеята на шифъра са използвани през 1943 г. във филма „Шерлок Холмс и тайното оръжие“ с участието на Базил Ратбоун.
Идеята на „Смъртоносните фигури“ е използвана и във втория епизод от първия сезон на сериала на ББС „Шерлок“ с участието на Бенедикт Къмбърбач.